# Camille Nkoa Atenga
Pour les articles homonymes, voir Atenga.
Camille Nkoa Atenga, né le 3 août 1940 à Okala dans le département de la Lékié, région du Centre, est un écrivain, officier de l'armée et général camerounais.

## Biographie

### Études
Il fait ses études à primaires à la Mission catholique de Nlong et ses études secondaires au collège Vogt puis au lycée Joss de Douala où il obtient le baccalauréat en 1961.

### Carrière
En 1961, il entre à l'école militaire inter armée promotion réunification. après l'obtention de son diplôme de sortie, il sera tour à tour chef de section, commandant de compagnie et commandant de bataillon à Buea.